# 十神湯
十神湯是一種中醫方劑，出自《惠民和劑局方》，主要用於疏風解表、利氣散寒。

## 组成
紫苏、葛根、川芎、升麻、白芷、麻黄、甘草、陈皮、香附、赤芍药、生姜、蔥白。　

## 主治
治风寒两感，时气瘟疫，头痛发热，恶寒无汗，欬嗽，鼻塞声重。

## 归经
阳经外感之通剂也。　

## 方义
吴鹤皋曰：「古人治风寒，必分六经见证用药，然亦有发热头痛，恶寒鼻塞，而六经之证不甚显者，亦总以疏利气之药主之。是方也，川芎、麻黄、升麻、干葛、白芷、紫苏、陈皮、香附，皆辛香利气之品，故可以解感冒气塞之证。而又加芍药，和阴气于发汗之中，加甘草，和阳气于疏利之队也。」

## 加減
1. 發熱頭痛：加細辛、石膏。
2. 鼻塞：加辛夷、蒼耳子。
3. 脘腹痞滿嘔吐或泄瀉：加香薷、佩蘭、蒼朮。
4. 胸悶：加枳殼、桔梗。
5. 潮熱：加黃芩、麥冬。
6. 便秘：加大黃、芒硝。
7. 痢疾：加枳殼、黃連。
8. 納呆：加白朮、砂仁、木香。